# Elaphoglossum pullenii
Elaphoglossum pullenii är en träjonväxtart som beskrevs av Holtt. Elaphoglossum pullenii ingår i släktet Elaphoglossum och familjen Dryopteridaceae. Inga underarter finns listade.